# Noel Molina Tejedor
Noel Molina Tejedor (Madrid, 23 d'octubre de 1971) és un compositor, autor i productor musical.
Pertany a la família Molina, saga familiar de diferents generacions d'artistes. És fill del cantant Antonio Molina, germà de l'actriu Ángela Molina i de la cantant Mónica Molina, així com oncle de l'actriu Olivia Molina. Inicia la seva marxa professional com a compositor, autor i productor musical amb la publicació de l'àlbum de debut de la seva germana Mónica ("Tu Despedida" Virgin Records, 1999) que té un gran acolliment per part del públic i de la crítica arribant a ser Disc d'Or.
Després de la publicació del segon àlbum de l'artista, en el qual de nou n'exerceix com a compositor i productor ("Vuela" Virgin Records 2001)) l'èxit es confirma amb l'obtenció d'un Disc de Platí i les nominacions als Grammy Llatins del 2002 a Los Angeles com a millor disc d'interpretació femenina i als Premis de la Música a Espanya com a artista revelació.
A partir d'aquest moment se succeeixen les publicacions de diferents treballs com a compositor, autor i productor musical per a diversos artistes de primera línia de l'escena musical espanyola, alternant aquests amb enregistraments per a la televisió i les arts escèniques. Destaca entre elles la creació de capçalera i crèdits finals de la popular sèrie de televisió Amar en tiempos revueltos, per la qual obté en 2008 i en 2010 els Premis de l'Acadèmia de la Televisió d'Espanya a la millor música per a televisió. En 2010 realitza a més la producció musical per a la versió teatral d'aquesta mateixa sèrie.
Col·labora des de 2009 com a responsable musical del projecte “Patrimonio Joven” avalat i patrocinat pel Ministeri de Cultura i la UNESCO, amb presència en diferents països de Llatinoamèrica i Europa.